# Rebelião Nien
A Rebelião dos Nien (chinês: 捻军 起义, pinyin: niǎn jūn qǐ yì; Wade-Giles: nien-chün ch'i-yi; historiadores ocidentais têm utilizado tradicionalmente a transcrição Wade-Giles "Nien", ao invés de Hanyu Pinyin "Nian") foi uma rebelião épica que aconteceu no norte da China entre 1851-1868, simultaneamente com a Rebelião Taiping (1851-1864) no sul da China. A rebelião não conseguiu derrubar a dinastia Qing, mas causou enorme devastação econômica e perdas de vidas que se tornaram um dos principais fatores a longo prazo do colapso do regime Qing em 1912.